# Matilde Sabaté Grisó
Matilde Sabaté Grisó (Reus, Baix Camp, 1904 - Girona, 28 de juny de 1940) Va ser una anarcosindicalista, miliciana i mestra catalana. Segona dona sotmesa a Consell de Guerra Sumaríssim i afusellada a Girona i una de les 17 dones executades a Catalunya, víctimes de la Repressió Franquista.
Nascuda a Reus el 1904, era filla de Marc i Madrona. A la dècada dels anys 20 el seu germà Pere, ferroviari com el pare, va ser traslladat a Sils (La Selva) i ella va decidir companyar-lo. Modista de professió, un cop establerta va iniciar una relació amb José Soto Cortés, un obrer de la brigada del ferrocarril afiliat a la UGT que a l'esclat de la Guerra Civil va esdevenir President del Comitè Revolucionari de Sils.
Matilde Sabaté es va afiliar a la CNT i es va fer miliciana. Més tard el Consell de L'Escola Nova Unificada (CENU) la va nomenar mestra de pàrvuls.
La derrota del Bàndol Republicà va comportar una dura repressió dels vençuts. Desoint els consells del seu company, es va negar a marxar a l'exili. El 27 de febrer de 1939 va ser detinguda i conduïda a la presó de Girona. Sotmessa a Consell de Guerra Sumaríssim el 21 de febrer de 1940, va ser acusada de Adhesión a la Rebelión, de ser secretaria del Comitè Revolucionari de Sils, d'anar armada i vestida de miliciana, d'haver acompanyat un piquet en la destrucció de llocs de culte i d'haver presenciat assassinats. Va ser condemnada a la pena de mort juntament amb nou persones més. Afusellada a la tàpia del Cementiri de Girona la matinada del 28 de juny de 1940, va ser enterrada a la fossa comuna. Tenia 36 anys.